# Broome County
Broome County är ett administrativt område i delstaten New York, USA. År 2010 hade countyt 200 600 invånare. Den administrativa huvudorten (county seat) är Binghamton. 

## Geografi
Enligt United States Census Bureau har countyt en total area på 1 853 km². 1 831 km² av den arean är land och 22 km² är vatten. 

### Angränsande countyn
- Chenango County, New York - nord
- Delaware County, New York - öst
- Wayne County, Pennsylvania - sydost
- Susquehanna County, Pennsylvania - syd
- Tioga County, New York - väst
- Cortland County, New York - nordväst